# Граф Кент
Граф Кент (англ. Earl of Kent) — старинный графский титул в системе дворянских титулов Англии и Соединённого королевства, в настоящее время не существует. Впервые он был учреждён в 1067 году для Одо, епископа Байё, одного из ближайших соратников Вильгельма Завоевателя и крупного государственного деятеля ранненормандской Англии. На протяжении английской истории титул графа Кента учреждался несколько раз, однако большинство креаций оказались недолговечными. Среди средневековых графов Кент наиболее известны Эдмунд Вудсток, младший сын короля Эдуарда I, казнённый в период регентства Роджера Мортимера, а также его потомок Томас Холланд, 3-й граф Кент, фаворит Ричарда II. В период войны Алой и Белой розы титул носил Уильям Невилл, лорд-адмирал Англии и один из лидеров йоркистов. С 1465 по 1740 год графами Кент являлись представители дворянского рода Греев, которые однако, не играли существенной роли в политической истории страны. Последним носителем титула был Альфред, герцог Эдинбургский и Саксен-Кобург-Готский, второй сын королевы Виктории, скончавшийся в 1900 году. В настоящее время существует титул герцога Кентского, который принадлежит одному из двоюродных братьев королевы Елизаветы II.

## История титула
Ещё до нормандского завоевания Англии Кент являлся одним из важнейших регионов англосаксонской Британии, чьи традиции восходили к первому из основанных на острове государств англосаксов — королевству Кент. В период англо-датской монархии первой половины XI века Кент входил в состав владений эрла Годвина, а после его смерти эрлом Кента стал один из его младших сыновей Леофвин, погибший в 1066 году в битве при Гастингсе.
После нормандского завоевания 1066 году король Вильгельм I учредил титул графа Кента, который он передал одному из своих ближайших соратников Одо, епископу Байё. В 1082 году за попытку увести часть англо-нормандских рыцарей в поход в Италию Одо был лишён титула и своих владений, однако незадолго до смерти Вильгельма Завоевателя, был прощён. Тем не менее, в 1088 году Одо возглавил мятеж против английского короля Вильгельма II Руфуса, после подавления которого титул графа Кента был конфискован. В 1227 году этот титул получил Хьюберт де Бург, регент Англии при несовершеннолетнем Генрихе III. 
В 1321 году титул графа Кента был пожалован младшему брату короля Эдуарда II Эдмунду Вудстоку, позднее казнённому во время правления Изабеллы Французской и Роджера Мортимера. После прихода к власти Эдуарда III, в 1331 году титул был возвращён наследникам Эдмунда. Последняя представительница этого рода, Джоанна Кентская, вышла замуж за Эдуарда «Чёрного принца», крупнейшего английского полководца начала Столетней войны, и стала матерью короля Ричарда II.
В 1360 году состоялась новая креация титула. Графом Кента был провозглашён второй муж Джоанны Кентской Томас Холланд. Представители рода Холландов носили этот титул до 1408 году Среди них наиболее известен Томас Холланд, 3-й граф Кент и герцог Суррей, один из ближайших соратников Ричарда II, который был казнён после установления на английском престоле династии Ланкастеров. В 1461 году графом Кентом стал Уильям Невилл, дядя Ричарда, графа Уорика, знаменитого «Делателя королей» в период войны Алой и Белой розы. Сам Уильям Невилл также являлся одним из активных сторонников Йорков, участвовал в битвах при Нортгемптоне и Таутоне, а также в подчинении Нортумберленда. В 1462 году он был назначен лордом-адмиралом Англии и руководил действиями королевского флота против Ланкастеров и их союзников во Франции. Уильям Невилл не имел сыновей, и с его смертью титул графа Кента перестал существовать.
В 1465 году графом Кентом был объявлен Эдмунд Грей, также представитель йоркистской партии, сын которого женился на сестре Елизаветы Вудвилл, жены короля Эдуарда IV. Титул сохранялся в семье Греев до 1740 года, когда скончался последний прямой потомок Эдмунда Грея. Графы Кент из дома Греев, однако, не обладали значительными земельными владениями и не играли существенной роли в политической истории Англии, в большинстве своём ведя жизнь средних провинциальных дворян. Единственным исключением являлся Генри Грей, 12-й граф Кент, один из придворных короля Георга I, исполнявший функции лорда-камергера, лорда-распорядителя и лорда-хранителя королевской печати в начале XVIII века. В 1706 году Генри Грей был пожалован титулами маркиза Кента, графа Гарольда и виконта Годериха (пэрство Великобритании), в 1710 году стал герцогом Кента, а в 1740 году — маркизом Греем. Однако с его смертью в 1740 году все титулы Генри Грея, кроме последнего, перестали существовать, поскольку сыновей у него не было.
Последняя креация титула графа Кента (пэрство Соединённого королевства) состоялась в 1866 году для Альфреда Саксен-Кобург-Готского, второго сына королевы Виктории. Одновременно Альфред получил титулы герцога Эдинбургского и графа Ольстера. В 1893 году он унаследовал независимое немецкое княжество Саксен-Кобург-Гота, где правил до своей смерти, последовавшей в 1900 году. Впоследствии титул графа Кента не учреждался, будучи замещённым титулом герцога Кента.

## Список графов Кент

Герб Хьюберта де Бурга

Герб Эдмунда Вудстока и графов Кент из дома Холандов

Герб Уильяма Невилла, графа Кента

Герб графов Кент из дома Грей

Герб Альфреда Саксен-Кобург-Готского

### Англосаксонские эрлы Кента
- Годвин, эрл Уэссекса (1019—1053);
- Леофвин (1055—1066), сын предыдущего.

### Графы Кент (креация 1067 года)
- Одо, епископ Байё (ум. в 1097), титул конфискован в 1088 году.

### Графы Кент (креация 1227 года)
- Хьюберт де Бург (ум. 1243).

### Графы Кент (креация 1321 года)
- Эдмунд Вудсток, 1-й граф Кент (1301—1330), сын Эдуарда I, титул конфискован в 1330 году;
- Эдмунд Плантагенет, 2-й граф Кент (ум. 1331), сын предыдущего, титул возвращён в 1330 году;
- Джон Плантагенет, 3-й граф Кент (1330—1352), брат предыдущего;
- Джоанна, графиня Кент (1328—1385), сестра предыдущего;

- Томас Холланд, 1-й граф Кент (ум. 1360), муж предыдущей;
- Томас Холланд, 2-й граф Кент (1350—1397), сын предыдущего;
- Томас Холланд, герцог Суррей, 3-й граф Кент (1374—1400), сын предыдущего;
- Эдмунд Холланд, 4-й граф Кент (1384—1408), брат предыдущего.

### Графы Кент (креация 1461 года)
- Уильям Невилл, граф Кент (ум. 1463).

### Графы Кент (креация 1465 года)
- Эдмунд Грей, 1-й граф Кент (ум. 1498), внук Джона Холланда, герцога Эксетера, младшего сына Томаса Холланда, 1-го графа Кента;
- Джордж Грей, 2-й граф Кент (ум. 1503), сын предыдущего;
- Ричард Грей, 3-й граф Кент (1481—1524), сын предыдущего;
- Генри Грей, 4-й граф Кент (ум. 1562), брат предыдущего;
- Реджинальд Грей, 5-й граф Кент (ум. 1573), внук предыдущего;
- Генри Грей, 6-й граф Кент (1541—1615), брат предыдущего;
- Чарльз Грей, 7-й граф Кент (ум. 1623), брат предыдущего;
- Генри Грей, 8-й граф Кент (ум. 1639), сын предыдущего;
- Энтони Грей, 9-й граф Кент (1557—1643), двоюродный дядя предыдущего;
- Генри Грей, 10-й граф Кент (1594—1651), сын предыдущего;
- Энтони Грей, 11-й граф Кент (1645—1702), сын предыдущего;
- Генри Грей, 1-й герцог Кент, 12 граф Кент (1671—1740), маркиз Кент (с 1706 года), герцог Кент (с 1710 года), сын предыдущего.

### Графы Кент (креация 1866 года)
- Альфред Саксен-Кобург-Готский, герцог Эдинбургский (1844—1900), младший сын королевы Виктории.